# Prototype (Band)
Prototype ist eine US-amerikanische Progressive-Metal-Band aus Los Angeles, Kalifornien, die im Jahr 1994 gegründet wurde. Die Gruppe spielte bereits zusammen mit Bands wie Fates Warning, Strapping Young Lad, Death, Hammerfall, Nevermore, Mercyful Fate, Entombed, Exodus, Flotsam and Jetsam, Morbid Angel und Grip Inc.

## Geschichte
Die Band entstand im Jahr 1994 aus dem Zerfall der Thrash-Metal-Band Psychosis und bestand aus Gitarrist Kragen Lum und Gitarrist und Sänger Vince Levalois. Zusammen mit einem neuen Bassisten und einem neuen Schlagzeuger nahm die Band ihr erstes Demo Seed auf. Danach folgten einige Auftritte, um das Demo zu bewerben. 1997 bgab sich die Band erneut ins Studio, um die EP Cloned aufzunehmen. Als neuer Schlagzeuger war dabei Pat Magrath, vorher bei Killing Culture und Steel Prophet, tätig. Bassist Kirk Scherer kam 1999 zur Band. Magrath verließ die Band im Jahr 2002 wieder. Seitdem war der Posten des Schlagzeugers wechselnd. So war Nic Ritter (Warbringer) auf einer Demoveröffentlichung im Jahr 2008 zu hören. Im Jahr 2009 trat Magrath dann als fester Schlagzeuger der Band wieder bei. Im Jahr 2004 veröffentlichte die Band ihr Debütalbum Trinity bei Massacre Records, dem bei Nightmare Records die Alben Continuum im Jahr 2006 und Catalyst im Jahr 2012. Zudem steuerte die Band Lieder für viele Computerspiele bei wie, Guitar Hero III, MTX: Motocross, True Crime: Streets of LA und Tony Hawk’s Downhill Jam.

## Stil
Die Band spielt klassischen Progressive Metal, wobei die Musik mit der von Nevermore vergleichbar ist.

## Diskografie
- Seed (Demo, 1994, Eigenveröffentlichung)
- Rehearsal Demo 1995 (Demo, 1995, Eigenveröffentlichung)
- Demo 1997 (Demo, 1997, Eigenveröffentlichung)
- Cloned (EP, 1998, Eigenveröffentlichung)
- Trinity (Album, 2004, Massacre Records)
- Continuum (Album, 2006, Nightmare Records)
- Catalyst (Album, 2012, Nightmare Records)